# 飛田東山
飛田 東山（ひだ とうざん、1904年 - 没年不明）は、日本の侠客。本名は飛田勝造。現在の茨城県東茨城郡大洗町出身。
高倉健主演の映画『昭和残侠伝 唐獅子牡丹』のモデルである。